# Pruské
Pruské és un poble i municipi d'Eslovàquia que es troba a la regió de Trenčín.

## Història
La primera menció escrita de la vila es remunta al 1224.

## Demografia
| Godina             | 1994 | 2004    | 2014   | 2024   |
| ------------------ | ---- | ------- | ------ | ------ |
| Nombre de persones | 2685 | 2088    | 2244   | 2290   |
| Diferència         |      | −22,23% | +7,47% | +2,04% |

| Godina             | 2023 | 2024   |
| ------------------ | ---- | ------ |
| Nombre de persones | 2299 | 2290   |
| Diferència         |      | −0,39% |